# Triodopsis dentifera
Triodopsis dentifera är en snäckart som först beskrevs av A. Binney 1837.  Triodopsis dentifera ingår i släktet Triodopsis och familjen Polygyridae. Inga underarter finns listade i Catalogue of Life.